# Deltocephalus atrodentatus
Deltocephalus atrodentatus är en insektsart som beskrevs av Naudé 1926. Deltocephalus atrodentatus ingår i släktet Deltocephalus och familjen dvärgstritar. Inga underarter finns listade i Catalogue of Life.